# Macropodiformes
Phân bộ Chuột túi (Danh pháp khoa học: Macropodiformes) là một phân bộ bao gồm các loài thú có túi lớn trong bộ Hai răng cửa. Phân bộ này bao gồm Kangaroo, wallabies và các họ hàng như bettongs, potaroos và rat kangaroos.

## Phân loại
Phân bộ Chuột túi này gồm các đơn vị phân loại như sau::
- Họ †Balbaridae: basal quadrupedal kangaroos
- Họ Hypsiprymnodontidae
  - Chi Hypsiprymnodon
    - Kangaroo chuột có xạ, Hypsiprymnodon moschatus

  - Chi †Ekaltadeta
  - Chi †Jackmahoneyi
  - Chi †Propleopus
- Liên họ Macropodoidea
  - Chi †Wakiewakie
  - Chi †Purtia
  - Chi †Ngamaroo[3]
- Họ ?†Ganguroo
  - †Ganguroo bilamina
- Họ ?†Galanarla
  - †Galanarla tessalata
- Họ Macropodidae: kangaroos, wallabies, and allies
- Họ Potoroidae
  - Chi ?†Palaeopotorous
  - Phân họ †Bulungamayinae
    - Chi †'Wabularoo
      - †Wabularoo hilarus
      - †Wabularoo naughtoni

    - Chi †Bulungamaya

  - Phân họ Potoroinae
    - Chi Aepyprymnus
      - Kangaroo chuột đỏ, Aepyprymnus rufescens

    - Chi Bettongia
      - Eastern Bettong, Bettongia gaimardi
      - Boodie, Bettongia lesueur
      - Woylie, Bettongia penicillata
      - Northern Bettong, Bettongia tropica
      - †Bettongia moyesi

    - Chi Caloprymnus
      - Kangaroo chuột sa mạc, Caloprymnus campestris

    - Chi Potorous
      - Potorous longipes
      - †Potorous platyops
      - Potorous tridactylus
      - Potorous gilbertii

    - Chi †Gumardee
      - †Gumardee pascuali

    - Chi †Milliyowi
      - †Milliyowi bunganditj